# Serracapriola
Serracapriola es una localidad y comune italiana de la provincia de Foggia, región de Apulia, con 4.186 habitantes.

## Evolución demográfica
| Gráfica de evolución demográfica de Serracapriola entre 1861 y 2001 |
|                                                                     |
| Fuente ISTAT - elaboración gráfica de Wikipedia                     |